# 库尔特芒什
库尔特芒什（法語：Courtemanche，法語發音：[kuʁtəmɑ̃ʃ]）是法国上法蘭西大區索姆省的一个市镇，位于该省南部偏东，属于蒙迪迪耶区。

## 地理
库尔特芒什（49°39'42"N, 2°32'22"E）面积4.15 平方千米，位于法国上法蘭西大區索姆省，该省份为法国北部沿海省份，北起加来海峡省和北部省，西接滨海塞纳省和大西洋英吉利海峡，南至瓦兹省，东临埃纳省。
与库尔特芒什接壤的市镇（或旧市镇、城区）包括：菲尼耶尔、方丹苏蒙迪迪耶、格拉蒂比、梅尼勒圣乔治、蒙迪迪耶。

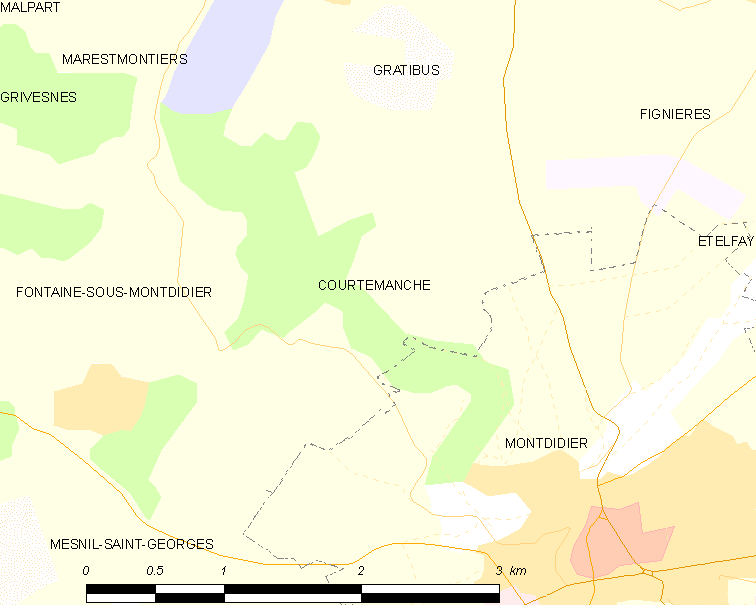
库尔特芒什的OSM定位图

库尔特芒什的时区为UTC+01:00、UTC+02:00（夏令时）。

## 行政
库尔特芒什的邮政编码为80500，INSEE市镇编码为80220。

## 政治
库尔特芒什所属的省级选区为鲁瓦县。

## 人口

1962-2008年间库尔特芒什人口变化图示

库尔特芒什于2022年1月1日时的人口数量为99人。